# Phidippus asotus
Phidippus asotus là một loài nhện trong họ Salticidae.
Loài này thuộc chi Phidippus. Phidippus asotus được Ralph Vary Chamberlin & Wilton Ivie miêu tả năm 1933.